# Рибосомний білок S6
Рибосомний білок S6 (англ. Ribosomal protein S6) – білок, який кодується геном RPS6, розташованим у людей на короткому плечі 9-ї хромосоми.  Довжина поліпептидного ланцюга білка становить 249 амінокислот, а молекулярна маса — 28 681.
| 10         |  | 20         |  | 30         |  | 40         |  | 50         |
| ---------- |  | ---------- |  | ---------- |  | ---------- |  | ---------- |
| MKLNISFPAT |  | GCQKLIEVDD |  | ERKLRTFYEK |  | RMATEVAADA |  | LGEEWKGYVV |
| RISGGNDKQG |  | FPMKQGVLTH |  | GRVRLLLSKG |  | HSCYRPRRTG |  | ERKRKSVRGC |
| IVDANLSVLN |  | LVIVKKGEKD |  | IPGLTDTTVP |  | RRLGPKRASR |  | IRKLFNLSKE |
| DDVRQYVVRK |  | PLNKEGKKPR |  | TKAPKIQRLV |  | TPRVLQHKRR |  | RIALKKQRTK |
| KNKEEAAEYA |  | KLLAKRMKEA |  | KEKRQEQIAK |  | RRRLSSLRAS |  | TSKSESSQK  |

A: Аланін

C: Цистеїн

D: Аспарагінова кислота

E: Глутамінова кислота

F: Фенілаланін

G: Гліцин

H: Гістидин

I: Ізолейцин

K: Лізин

L: Лейцин

M: Метіонін

N: Аспарагін

P: Пролін

Q: Глутамін

R: Аргінін

S: Серин

T: Треонін

V: Валін

W: Триптофан

Цей білок за функціями належить до рибонуклеопротеїнів, рибосомних білків. 